# Đăk Hà (xã)
Đăk Hà là một xã thuộc huyện Tu Mơ Rông, tỉnh Kon Tum, Việt Nam.
Xã Đăk Hà có diện tích 95,92 km², dân số năm 2019 là 4.520 người, mật độ dân số đạt 47 người/km².